# Kabinet-Tusk I
Het eerste kabinet van Donald Tusk was van 2007 tot 2011 de regering van Polen, gevormd door een coalitie van het Burgerplatform (PO) en de Poolse Volkspartij (PSL). Het werd op 16 november 2007 door president Lech Kaczyński aangesteld en acht dagen later door de Sejm bevestigd.

## Samenstelling
| Ministerie                                         | Minister                 | Partij | Partij | Ambtsperiode                        |
| -------------------------------------------------- | ------------------------ | ------ | ------ | ----------------------------------- |
| Voorzitter van de Ministerraad                     | Donald Tusk              |        | PO     | 16 november 2007 - 18 november 2011 |
| Vicepremier                                        | Waldemar Pawlak          |        | PSL    | 16 november 2007 - 18 november 2011 |
| Vicepremier                                        | Grzegorz Schetyna        |        | PO     | 16 november 2007 - 13 oktober 2009  |
| Minister van Arbeid en Sociale Zaken               | Jolanta Fedak            |        | PSL    | 16 november 2007 - 18 november 2011 |
| Ministerie van Binnenlandse Zaken en Administratie | Grzegorz Schetyna        |        | PO     | 16 november 2007 - 13 oktober 2009  |
| Ministerie van Binnenlandse Zaken en Administratie | Jerzy Miller             |        | geen   | 14 oktober 2009 - 18 november 2011  |
| Minister van Buitenlandse Zaken                    | Radosław Sikorski        |        | PO     | 16 november 2007 - 18 november 2011 |
| Minister van Cultuur en Nationaal Erfgoed          | Bogdan Zdrojewski        |        | PO     | 16 november 2007 - 18 november 2011 |
| Minister van Defensie                              | Bogdan Klich             |        | PO     | 16 november 2007 - 2 augustus 2011  |
| Minister van Defensie                              | Tomasz Siemoniak         |        | PO     | 2 augustus 2011 - 18 november 2011  |
| Minister van Economie                              | Waldemar Pawlak          |        | PSL    | 16 november 2007 - 18 november 2011 |
| Minister van Financiën                             | Jan Vincent-Rostowski    |        | PO     | 16 november 2007 - 18 november 2011 |
| Minister van Gezondheid                            | Ewa Kopacz               |        | PO     | 16 november 2007 - 7 november 2011  |
| Minister van Gezondheid                            | Donald Tusk (waarnemend) |        | PO     | 7 november 2011 - 18 november 2011  |
| Minister van Infrastructuur                        | Cezary Grabarczyk        |        | PO     | 16 november 2007 - 7 november 2011  |
| Minister van Infrastructuur                        | Donald Tusk (waarnemend) |        | PO     | 7 november 2011 - 18 november 2011  |
| Minister van Justitie                              | Zbigniew Ćwiąkalski      |        | geen   | 16 november 2007 - 21 januari 2009  |
| Minister van Justitie                              | Andrzej Czuma            |        | PO     | 23 januari 2009 - 13 oktober 2009   |
| Minister van Justitie                              | Krzysztof Kwiatkowski    |        | PO     | 14 oktober 2009 - 18 november 2011  |
| Minister van Landbouw en Plattelandsontwikkeling   | Marek Sawicki            |        | PSL    | 16 november 2007 - 18 november 2011 |
| Minister van Milieu                                | Maciej Nowicki           |        | geen   | 16 november 2007 - 1 februari 2010  |
| Minister van Milieu                                | Andrzej Kraszewski       |        | geen   | 2 februari 2010 - 18 november 2011  |
| Minister van Onderwijs                             | Katarzyna Hall           |        | geen   | 16 november 2007 - 18 november 2011 |
| Minister van Regionale Ontwikkeling                | Elżbieta Bieńkowska      |        | geen   | 16 november 2007 - 18 november 2011 |
| Minister van de Schatkist                          | Aleksander Grad          |        | PO     | 16 november 2007 - 18 november 2011 |
| Minister van Sport en Toerisme                     | Mirosław Drzewiecki      |        | PO     | 16 november 2007 - 13 oktober 2009  |
| Minister van Sport en Toerisme                     | Adam Giersz              |        | geen   | 13 oktober 2009 - 18 november 2011  |
| Minister van Wetenschap en Hoger Onderwijs         | Barbara Kudrycka         |        | PO     | 16 november 2007 - 18 november 2011 |
| Minister zonder portefeuille                       | Zbigniew Derdziuk        |        | geen   | 16 november 2007 - 13 januari 2009  |
| Minister zonder portefeuille                       | Michał Boni              |        | geen   | 15 januari 2009 - 18 november 2011  |

Mazowiecki (1989-1991) ·
Bielecki (1991) ·
Olszewski (1991-1992) ·
Pawlak I (1992) ·
Suchocka (1992-1993) ·
Pawlak II (1993-1995) ·
Oleksy (1995-1996) ·
Cimoszewicz (1996-1997) ·
Buzek (1997-2001) ·
Miller (2001-2004) ·
Belka I (2004) ·
Belka II (2004-2005) ·
Marcinkiewicz (2005-2006) ·
Kaczyński (2006-2007) ·
Tusk I (2007-2011) ·
Tusk II (2011-2014) ·
Kopacz (2014-2015) ·
Szydło (2015-2017) ·
Morawiecki (2017-2019) ·
Morawiecki (2019-2023) ·
Morawiecki (2023) ·
Tusk III (2023-) ·